# Сатраплатин
Сатраплатин (МНН Satraplatin, кодовое название JM216) — это новый, экспериментальный цитостатический противоопухолевый химиотерапевтический лекарственный препарат из группы алкилирующих средств, подгруппы производных платины. В настоящее время он проходит клинические испытания у пациентов с поздними стадиями рака предстательной железы, у которых была безуспешной (то есть не привела к развитию объективного противоопухолевого эффекта) предшествующая стандартная химиотерапия. Сатраплатин ещё не получил лицензии от американской FDA. Первые упоминания сатраплатина в онкологических и фармакологических научных журналах относятся к 1993 году. Сатраплатин является первым в истории производным платины, которое проявляет свою противоопухолевую активность при приёме внутрь. Другие доступные препараты платины — цисплатин, карбоплатин, оксалиплатин, липоплатин, недаплатин, циклоплатам и др. — должны вводиться внутривенно.
Сатраплатин доступен в США при помощи специальной программы «раннего доступа» тяжёлых онкологических пациентов к ещё не лицензированному FDA лекарству, так называемой SPERA (Satraplatin Expanded Rapid Access), проводимой совместно фирмами Spectrum Pharmaceuticals и GPC Biotech.
Сатраплатин также используется в химиотерапевтическом лечении рака лёгких и рака яичников. Предполагаемый механизм действия сатраплатина — тот же, что и у других производных платины — соединение связывается с ДНК, вследствие чего злокачественная клетка лишается возможности размножаться, делиться, осуществить митоз, и как следствие этого — подвергается апоптозу (программируемой клеточной смерти), а опухоль подвергается некрозу.